# Apozomus yamasakii
Espèce
Synonymes
- Schizomus yamasakii Cokendolpher, 1988

Apozomus yamasakii est une espèce de schizomides de la famille des Hubbardiidae.

## Distribution
Cette espèce est endémique de Taïwan,. Elle se rencontre dans la grotte Yin-chuan-tsang-hsia-tung.

## Description
La femelle holotype mesure 4,45 mm.

## Étymologie
Cette espèce est nommée en l'honneur de Takeshi Yamasaki.

## Publication originale
- Cokendolpher, 1988 : Review of the Schizomidae (Arachnida, Schizomida) of Japan and Taiwan. Bulletin of the National Science Museum Series A (Zoology), vol. 14, no 4, p. 159-171 (texte intégral).